# 尖叶半枫荷
尖叶半枫荷（学名：Semiliquidambar caudata var. cuspidata）为金缕梅科半枫荷属下的一个变种。

## 扩展阅读
- 維基物種上的相關：尖叶半枫荷